# Werder (Havel)
Pour les articles homonymes, voir Werder.
Werder (Havel) (Werder-sur-Havel, la Havel étant la rivière qui la traverse), est une ville allemande située dans l'arrondissement (Kreis) de Potsdam-Mittelmark dans le Brandebourg, un des seize länder allemands, juste à l’ouest de la capitale régionale de Potsdam.
Werder a une riche et longue histoire. Elle est une Erholungsort reconnue, c’est-à-dire une région allemande certifiée périodiquement comme ayant une qualité d'air et de climat très saine pour ses visiteurs. Werder est aussi célèbre pour son « festival de la floraison », qui se tient annuellement au mois de mai et qui est l'un des trois plus importants du genre en Allemagne.

## Étymologie
La frontière est de Werder fait face à la rivière Havel, un affluent de l'Elbe. Aussi, le quartier le plus ancien de Werder est situé sur une île de la rivière. Pour cette raison, la ville est aussi connue sous le nom de Havel. Werder signifie «pays entouré d'eau».

## Histoire
Werder a été mentionnée à différents endroits dans les archives de Berlin, ville située à 35 km au nord-est de Werder. La ville de « Werdere » fait l'objet d'une mention en 1317, « Wehrder » en 1450 et, dans son orthographe actuelle, en 1580. La ville insulaire en forme de pièce de monnaie qui se situe sur la Havel est d'abord mentionnée en 1317. Selon les archives, elle était reliée à la rive par un pont et vendue à l'abbaye de Lehnin. À la pointe sud-ouest, on a retrouvé des morceaux de verre brisé et à la pointe sud, ce qui semble être, selon certains, une ancienne muraille slave.
Avant et pendant la Seconde Guerre mondiale, il y avait un terrain d'aviation dans le nord de la ville qui, avec un parc adjacent, a servi de terrain d'entraînement pour les pilotes. Werder était la base du général Karl Koller de la Luftwaffe pendant la bataille de Berlin. Après la fin de la guerre, les troupes soviétiques étaient stationnées dans cette partie de la ville. Les dernières troupes russes ont quitté en 1993, soit trois ans après la réunification allemande.

## Démographie
- Évolution démographique dans les limites actuelles depuis 1875.
- Évolution récente (ligne bleue) et prévisions sur l'effectif de résidents

| Année | Population |
| ----- | ---------- |
| 1875  | 9 271      |
| 1890  | 11 415     |
| 1910  | 12 925     |
| 1925  | 14 342     |
| 1933  | 16 470     |
| 1939  | 19 699     |
| 1946  | 21 124     |
| 1950  | 20 469     |
| 1964  | 18 250     |
| 1971  | 18 017     |

| Année | Population |
| ----- | ---------- |
| 1981  | 18 069     |
| 1985  | 18 159     |
| 1989  | 17 957     |
| 1990  | 17 838     |
| 1991  | 17 885     |
| 1992  | 17 949     |
| 1993  | 18 460     |
| 1994  | 18 729     |
| 1995  | 19 404     |
| 1996  | 19 809     |

| Année | Population |
| ----- | ---------- |
| 1997  | 20 376     |
| 1998  | 20 983     |
| 1999  | 21 801     |
| 2000  | 22 218     |
| 2001  | 22 284     |
| 2002  | 22 290     |
| 2003  | 22 341     |
| 2004  | 22 611     |
| 2005  | 22 874     |
| 2006  | 23 015     |

| Année | Population |
| ----- | ---------- |
| 2007  | 23 145     |
| 2008  | 23 129     |
| 2009  | 23 004     |
| 2010  | 23 017     |
| 2011  | 23 297     |
| 2012  | 23 506     |
| 2013  | 23 838     |
| 2014  | 24 347     |
| 2015  | 24 856     |
| 2016  | 25 345     |

| Année | Population |
| ----- | ---------- |
| 2017  | 25 695     |
| 2018  | 26 184     |
| 2019  | 26 412     |
| 2020  | 26 662     |

## Politique
Depuis 1990, le maire de Werder est le chrétien-démocrate Werner Große. Il était auparavant le délégué de la ville. Le conseil municipal (SVV) de 29 sièges se réunit tous les deux mois afin de représenter les intérêts des citoyens. Il est composé de 17 chrétiens-démocrates, 4 sociaux-démocrates, 3 membres de l'Action des citoyens libres (Aktion Freie Bürger) et d'autres députés indépendants.
Il existe plusieurs comités de citoyens nommés qui se réunissent avec le conseil municipal. Le comité central, présidé par le maire, consulte un conseil de contrôleurs pour veiller sur les finances de la ville.  Le comité pour les politiques sociales, l'éducation, la culture et les sports s'occupe des écoles de la région. Il existe également un comité spécial qui est responsable du développement municipal, de la construction et des conditions de vie et qui a une influence de taille sur l'infrastructure de la ville.

## Économie
Werder était autrefois célèbre pour sa production de vin et pour son industrie de la pêche. Ces deux créneaux ont perdu leur puissance depuis le XVIIIe siècle. Depuis les débuts, les moines cisterciens de l'abbaye de Lehnin cultivaient des fruits dans la région. De nos jours, Werder est encore très connue pour cette entreprise qui représente le fondement de son célèbre festival de floraison. Les fruits principalement cultivés dans cette région sont les cerises, les pommes et les fraises. On y cultive également des framboises, des groseilliers à maquereau, du cassis, des mûres, des abricots, des pêches, des poires et des prunes. Les légumes, tout particulièrement les tomates, sont également cultivés, pour la plupart dans les serres locales.

## Personnalités liées à la ville
- Hans Friedrich von Rochow (1698-1787), général né à Plessow ;
- Anna Simson (1835-1916), enseignant née à Werder ;
- Karl Hagemeister (1848-1933), peintre né à Werder ;
- Burglinde Pollak (1951-), athlète né à Alt-Plötzin ;
- Steffi Lehmann (1984-), joueuse de volleyball née à Töplitz.

## Source et références
- (en) Cet article est partiellement ou en totalité issu de l’article de Wikipédia en anglais intitulé « Werder, Brandenburg » (voir la liste des auteurs).

1. ↑  Les sources de données se trouvent en detail dans les Wikimedia Commons Population Projection Brandenburg at Wikimedia Commons